# ファルーカ (フラメンコ)
ファルーカ(西:farruca)は、スペインに伝わる舞踊であるフラメンコのジャンルの一つ。ガリシア地方に起源があると考えられている。
主に男性によって踊られる。